# Löphjul
Löphjul eller löpaxel bildar en icke drivande enhet under lok, motorvagn eller spårvagn.
Löpaxlar används antingen för att förbättra ett loks gångegenskaper eller för att sänka axeltrycket.
Ånglok använder löphjul för att förbättre gångegenskaperna.. Eftersom cylindrarna ger dragkraft växelvis på vardera sidan får loket en slingrande gång och för att motverka detta används löpaxlar.
Tyngre dragfordon avsedda för mindre sidolinjer använder löpaxlar för att sänka axeltrycket. Ibland finns en löpaxel i motorboggien. Svenska T41 är ett sådant lok.